# Kotlin (język programowania)
Kotlin – statycznie typowany język programowania działający na maszynie wirtualnej Javy, który jest głównie rozwijany przez programistów JetBrains. Nazwa języka pochodzi od wyspy Kotlin niedaleko Petersburga. Kotlin jest zaprojektowany z myślą o pełnej interoperacyjności z językami działającymi na maszynie wirtualnej Javy.

## Historia
W lipcu 2011 JetBrains zaprezentował projekt Kotlin, nowy język na JVM.  Główny programista JetBrains Dmitry Jemerov stwierdził, że większość języków nie miała cech, których potrzebowali, z wyjątkiem Scali, która kompiluje się zbyt wolno w stosunku do oczekiwań twórców Kotlina.  Jednym z wymienianych celów języka jest czas kompilacji na poziomie Javy. W lutym 2012 JetBrains otworzył kod projektu na licencji Apache 2.0.

## Filozofia
Według programisty Andrieja Briesława, Kotlin został zaprojektowany jako przemysłowy, obiektowy język w pełni interoperacyjny z kodem napisanym w Javie, pozwalając firmom na stopniową migrację bazy kodu z Javy do Kotlina, wprowadzając m.in. eliminację błędów odwołania (null-pointer safety), funkcje rozszerzeń czy notację infiksową (tworzenie nowych operatorów i przeciążanie operatorów).

## Składnia
Podobnie jak w językach Pascal, Haxe, PL/SQL, F#, Go, czy Scala typ danych w deklaracjach zmiennych umiejscowiony jest po nazwie, od której oddzielony jest dwukropkiem. Średniki na końcu wiersza są opcjonalne.

## Semantyka
Oprócz klas i metod (nazywanych przez dokumentację jako member functions), Kotlin wspiera także programowanie proceduralne za pomocą funkcji.  Podobnie jak w Javie, klasycznym punktem wejścia do programu w Kotlinie jest funkcja main, do której przekazywana jest tablica z argumentami podanymi w linii poleceń.
Przykład programu Hello world napisanego w języku Kotlin:
```
fun
 
main
(
args
:
 
Array
<
String
>
)
 
{

  
val
 
scope
 
=
 
"world"

  
println
(
"Hello, 
$
scope
!"
)

}

```

## Oficjalne narzędzia
W ramach oficjalnego wsparcia języka dla różnych platform, producent języka wydał dla środowiska IntelliJ IDEA wtyczkę dodającą wsparcie dla Kotlina, natomiast od wersji 15 jest ona już wbudowana do IDE jako standardowa funkcja. Dostępna jest także wtyczka dla środowiska Eclipse. Ponadto Kotlin współpracuje z takimi narzędziami jak Apache Maven, Apache Ant czy Gradle.

## Zastosowania
Jednym z zastosowań języka Kotlin jest platforma Android. Został on ogłoszony oficjalnym językiem programowania na konferencji Google I/O 2017.